# Stew Pletcher
Stewart Francis „Stew“ Pletcher (* 21. Februar 1907 in Chicago; † 29. November 1978 in Michigan) war ein US-amerikanischer Jazzmusiker (Trompete, Gesang, auch Kornett, Arrangement) und Bandleader der Swingära.
Pletchers Vater Thomas Pletcher war in den 1920er-Jahren Verleger von Piano Rolls. Er selbst studierte an der Yale University; bereits dort spielte er Trompete bei den Yale Collegians. Er nahm unter eigenem Namen 1930 und 1936 (Pletcher's Eli Prom Trotters, Carl Webster's Yale Collegians, Stew Pletcher and His Orchestra) Titel wie „I Don't Want to Make History“, „If I'm Without You“, „Puttin' on the Ritz“, „The Touch of Your Lips“ und „Will I Ever Know“ auf; weitere Aufnahmen entstanden 1934 mit Ben Pollack. 1936/37 ging er mit Red Norvo auf Tournee, mit dem weitere Aufnahmen wie Remember entstanden; als Vokalist ist Pletcher zu hören in „You Never Looked So Beautiful“ (Bluebird 6343). Außerdem arbeitete er mit Tony Pastor (1939), Jack Teagarden (1945) und Nappy Lamare (1949), 1955 erneut mit Teagarden. Im Bereich des Jazz war er laut Tom Lord zwischen 1924 und 1949 an 25 Aufnahmesessions beteiligt.
Sein Sohn war der Jazz-Kornettist Tom Pletcher.

## Diskographische Hinweise
- Stew Pletcher 1929–1937 (Harrison Records, 1985)
- The Story of Stewart Pletcher (Jazz Oracle)